# ميغيل غوتيريز (مصمم رقصات)
ميغيل غوتيرز (بالإنجليزية: Miguel Gutierrez)‏ هو مصمم رقص وراقص باليه وكاتب أمريكي، ولد في 1971.